# Nikki Cox
Nikki Cox (eredeti neve: Nicole Avery Cox) (Los Angeles, Kalifornia, 1978. június 2. –) amerikai színésznő.

## Élete
Táncosnőként kezdte pályafutását. 4 évesen (1982) már kamerák előtt táncolt. A zeneipar alkalmazta először: 10 évesen (1988) Michael Jackson Moonwalker (A holdjáró) című zenés filmjében táncolt. Ezután videóklipekben tűnt fel - láthattuk például Paula Abdul Straight up című klipjében is. Innen került be a filmvilágba: játszott a Terminátor 2-ben, az 1996-os Tisztítótűz című filmben pedig Steven Seagal partnere volt. 22 éves (2000) amikor címszerepet játszik a Nikki című sorozatban. Játszott még többek között a Baywatch és a General Hospital című sorozatokban is. 2006-ban feleségül ment Jay Mohr amerikai színészhez.

## Filmjei
- Las Vegas (televíziós sorozat) (2003)
- Run Ronnie Run! (2002)
- Bölcsek kövére 2 - A Klump család (2000)
- Nikki (2000)
- Norm Show (1999)
- Merülés (1997)
- Tisztítótűz (The Glimmer man, 1996)
- Bloodlines: Murder in the Family (1993)
- Terminátor 2. – Az ítélet napja (1991)
- A holdjáró (Moonwalker) (1988)

## További információ
- Nikki Cox a PORT.hu-n (magyarul)
- Nikki Cox az Internetes Szinkronadatbázisban (magyarul)
- Nikki Cox az Internet Movie Database-ben (angolul)
- Nikki Cox a Rotten Tomatoeson (angolul)